# イーブンソング

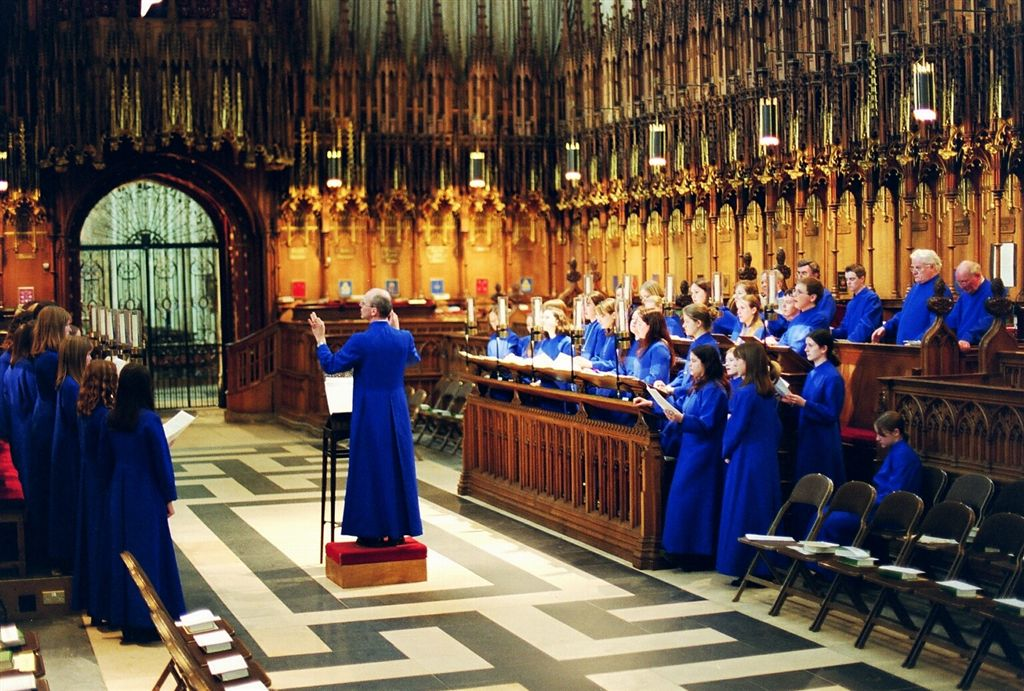
英国・ヨーク・ミンスターでのイーブンソング

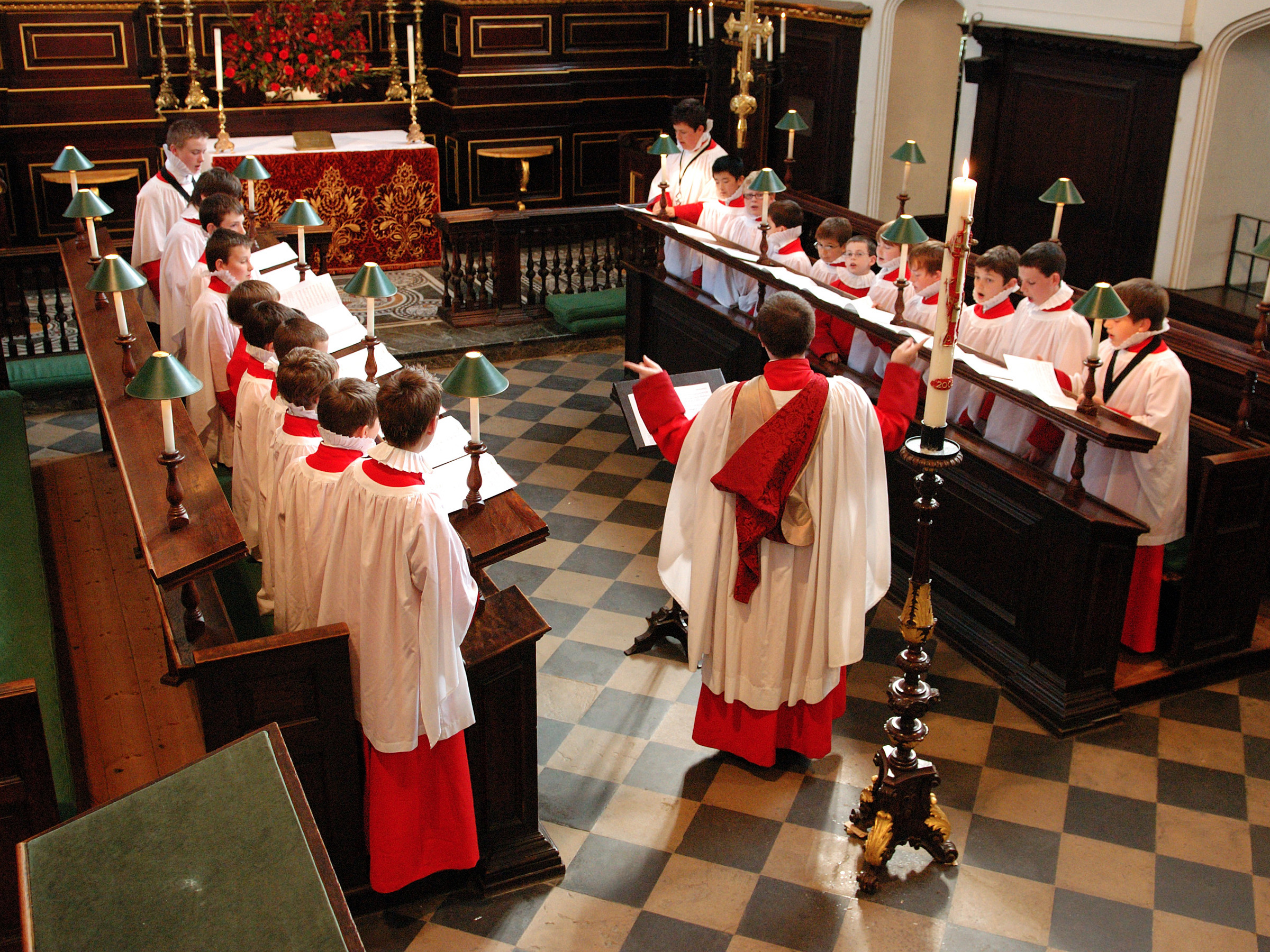
英国・ノーサンプトンの教会でコーラル・イーブンソング中の男子聖歌隊

イーブンソング（英語: Evensong）は伝統的に日没近くに行われる教会の祈り会で、詩篇やその他の聖書箇所、聖歌を歌うことに重点を置いている。これは、「夕の祈り」と「コンプリン」（就寝前の祈り）の聖書日課に大体基づいている。 古英語でラテン語の vesperas を æfensang と翻訳し、それが現代英語では「evensong」となった。通常、イングランド教会の聖書日課の「夕の祈り」典礼を参照して使用するが、他の宗派による宗教改革前の形式の晩祷や夕方の祈りの礼拝を指すこともある。

## コーラル・イーブンソング
聖歌隊主体のイーブンソングを「コーラル・イーブンソング」（Choral Evensong）と呼び、イングランドおよび以外の世界の聖公会教会で広く行われている。特に英国の公共放送BBC が1926年以来長らく世界へ放送している番組が有名で、イングランドの大聖堂、大学の礼拝堂、教会から聖公会の「夕べの祈り」を生中継するもの。
日本聖公会の英語集会のある教会（横浜山手聖公会のYokohama Christ Churchなど）でも、コーラル・イーブンソングが不定期に行われている。

## 参照項目
- 夕の祈り